# Laurent Serge Etoundi Ngoa
Pour les articles homonymes, voir Etoundi.
Laurent Serge Etoundi Ngoa, né le 1er mars 1955 à Etoudi est un enseignant et homme politique camerounais, député et ministre. De 2006 à 2019, il est ministre des Petites et moyennes entreprises, de l’Économie sociale et de l'Artisanat du Cameroun dans le gouvernement Philémon Yang. Le 4 janvier 2019, il est nommé par décret présidentiel du chef de l'État Paul Biya, Ministre de l'Education de Base dans le gouvernement Joseph Dion Ngute. 

## Biographie
Laurent Serge Etoundi Ngoa est né le 1er mars 1955 à Etoudi, département du Mfoundi et dans l'arrondissement de Yaoundé Ier, une localité de la région du Centre du Cameroun.

### Études
Titulaire d'un doctorat d'État obtenu à la faculté de médecine de Cochin Port-Royal en France, il est au départ professeur de physiologie animale et humaine.

## Activités
Il commence sa carrière professionnelle comme enseignant dans plusieurs établissements secondaires du Cameroun, notamment au lycée d'Obala, au lycée d'Ebolowa et au lycée Leclerc de Yaoundé. Il occupe aussi la fonction de Directeur des études de l'École normale supérieure de Yaoundé et Chef de Département des Sciences Physiques. Parallèlement à sa fonction de Directeur de l'ENS, il est professeur des universités hors hiérarchie. 

## Politique
Il  est membre du Rassemblement démocratique du peuple camerounais (RDPC), le parti politique au pouvoir. De 1997 à 2002, il est député de l'Assemblée nationale du Cameroun. Il cumule le poste de député avec celui de vice-président de la commission de la santé et de l'Environnement des assemblées du Commonwealth. Lors du vingt-sixième anniversaire du RDPC, au comité central de supervision, il est nommé Président de la sous-commission des manifestations sportives. En 2014, il est Président du Conseil d'Administration de l'agence de la promotion des PME.
Le 22 septembre 2006, il devient le ministre des PME, de l'économie sociale et de l'artisanat, poste auquel il est reconduit lors du remaniement ministériel du 2 octobre 2015 au 3 janvier 2019. Le 4 janvier 2019, il est nommé ministre de l'Education de base. 
Durant la période de janvier 2012 à janvier 2013, il est président de la conférence des ministres du Comité de coordination pour le développement et la promotion de l'artisanat africain (CODEPA).

## Publications
- Comprendre la fatigue. Les repères cytophysiologiques, Presses universitaires de Yaoundé, 2000  (ISBN 9782911541445)